# (1125) China
(1125) China ist ein Asteroid des Hauptgürtels, der am 30. Oktober 1957 an der Sternwarte am purpurnen Berg in Nanjing entdeckt wurde.

## Zur Benennung
Benannt ist der Asteroid nach der Volksrepublik China, in der er entdeckt wurde, aber die Benennung ist etwas verwickelter.
Der chinesische Astronom Zhang Yuzhe entdeckte 1928 am Yerkes-Observatorium einen Asteroiden, den er nach seinem Heimatland (1125) China nannte. Allerdings gab es zu wenig Positionsbestimmungen, so dass dessen Bahn nicht berechnet werden konnte und daher der Asteroid verloren ging. Stattdessen wurde der Name erneut für den in diesem Artikel behandelten, 1957 unter Zhang Yuzhe an der Sternwarte am purpurnen Berg entdeckten Asteroiden verwendet, obwohl klar war, dass es sich nicht um denselben handeln konnte. Der ursprüngliche Asteroid wurde erst 1986 wiederentdeckt und eine Rückrechnung der Bahn zeigte, dass es sich um den Asteroiden von 1928 handeln musste. Dieser bekam nun den neuen Namen (3789) Zhongguo, Zhongguo ist der chinesische Name für China.